# Etmopterus tasmaniensis
Etmopterus tasmaniensis är en hajart som beskrevs av Myagkov och Nikolai Vasilievich Pavlov 1986. Etmopterus tasmaniensis ingår i släktet Etmopterus och familjen lanternhajar. Inga underarter finns listade i Catalogue of Life.